# 1882 en baseball
Chronologie du baseball
Baseball en 1881 - Baseball en 1882 - Baseball en 1883
Les faits marquants de l'année 1882 en Baseball

## Champions

### Ligue nationale
- 7e édition aux États-Unis du championnat de baseball de la Ligue nationale. Les Chicago White Stockings s’imposent avec 55 victoires et 29 défaites[1].

| Ligue nationale |                         |      |      |        |      |
| Rang            | Club                    | Vic. | Déf. | % vic. | GB   |
| 1er             | Chicago White Stockings | 55   | 29   | .655   | --   |
| 2e              | Providence Grays        | 52   | 32   | .619   | 3    |
| 3e              | Buffalo Bisons          | 45   | 39   | .536   | 10   |
| 4e              | Boston Red Caps         | 45   | 39   | .536   | 10   |
| 5e              | Cleveland Blues         | 42   | 40   | .512   | 12   |
| 6e              | Detroit Wolverines      | 42   | 41   | .506   | 12.5 |
| 7e              | Troy Trojans            | 35   | 48   | .422   | 19.5 |
| 8e              | Worcester Ruby Legs     | 18   | 66   | .214   | 37   |

### Association américaine
- Première édition aux États-Unis du championnat de baseball de l'Association américaine. Les Cincinnati Red Stockings s’imposent avec 55 victoires et 25 défaites.

| Association américaine |                             |      |      |        |      |
| Rang                   | Club                        | Vic. | Déf. | % vic. | GB   |
| 1e                     | Cincinnati Red Stockings    | 55   | 25   | .688   | --   |
| 2e                     | Louisville Eclipse          | 42   | 38   | .525   | 13   |
| 3e                     | Philadelphia Athletics (en) | 41   | 34   | .547   | 11.5 |
| 4e                     | Pittsburgh Alleghenys       | 39   | 39   | .500   | 15   |
| 5e                     | St. Louis Brown Stockings   | 37   | 43   | .463   | 18   |
| 6e                     | Baltimore Orioles           | 19   | 54   | .260   | 33.5 |

### World's Championship Series
- 6 octobre : le champion de l'Association américaine (Cincinnati Red Stockings) bat le champion de la Ligue nationale (Chicago White Stockings), 4-0.
- 7 octobre : le champion de la Ligue nationale (Chicago White Stockings) bat le champion de l'Association américaine (Cincinnati Red Stockings), 2-0. La suite de la série de cinq matchs est annulée.

### Autres compétitions
- Les New York Metropolitans sont champions de la League Alliance.
- Pour la troisième année consécutive, le championnat de Cuba n'a pas lieu en raison de querelles entre clubs[2].

## Événements
- 31 mai : plus de 10 000 spectateurs assistent à la rencontre universitaire entre Yale et Princeton au Polo Grounds de New York.
- 24 juin : l'arbitre de la Ligue nationale Dick Higham est exclu du corps arbitral en raison de ses rapports avec des parieurs. C'est un cas unique dans les annales des Ligues majeures.
- 17 août : match d'anthologie entre Providence et Détroit remporté par Détroit 1-0 en 18 manches. Charles Radbourn marque le point gagnant sur un coup de circuit. Cette rencontre reste la plus longue disputée en ligues majeures jusqu'au 1er septembre 1967.
- 28 septembre : six spectateurs payants présents à l'occasion d'une rencontre de Worcester. C'est la plus faible affluence en Ligue majeure.

## Naissances
| - 28 janv. - Frank Arellanes - 31 janv. - Rip Williams - 1er févr. - Joe Harris - 27 févr. - Art McGovern - 8 mars - Harry Lord - 13 mars - Ralph Glaze - 11 avr. - Bill McCarthy - 9 mai - Buck O'Brien |  | - 16 mai - Cy Rigler - 18 mai - Babe Adams - 16 juin - Bobby Keefe - 7 juil. - George Suggs - 2 août - Red Ames - 14 sep. - Bunny Madden - 17 sep. - Wildfire Schulte - 28 sep. - Denny Sullivan |  | - 30 sep. - Gabby Street - 30 sep. - Art Hoelskoetter - 15 oct. - Charley O'Leary - 23 oct. - Birdie Cree - 29 oct. - Solly Hofman - 18 nov. - Jack Coombs - 20 nov. - Andy Coakley - 1er déc. - Ed Reulbach |